# Ragewitz (Grimma)
Ragewitz ist ein Dorf im Landkreis Leipzig in Sachsen. Politisch gehört der Ort seit Anfang 2011 zu Grimma. Er liegt an der Staatsstraße S 38 zwischen Pöhsig und Prösitz.

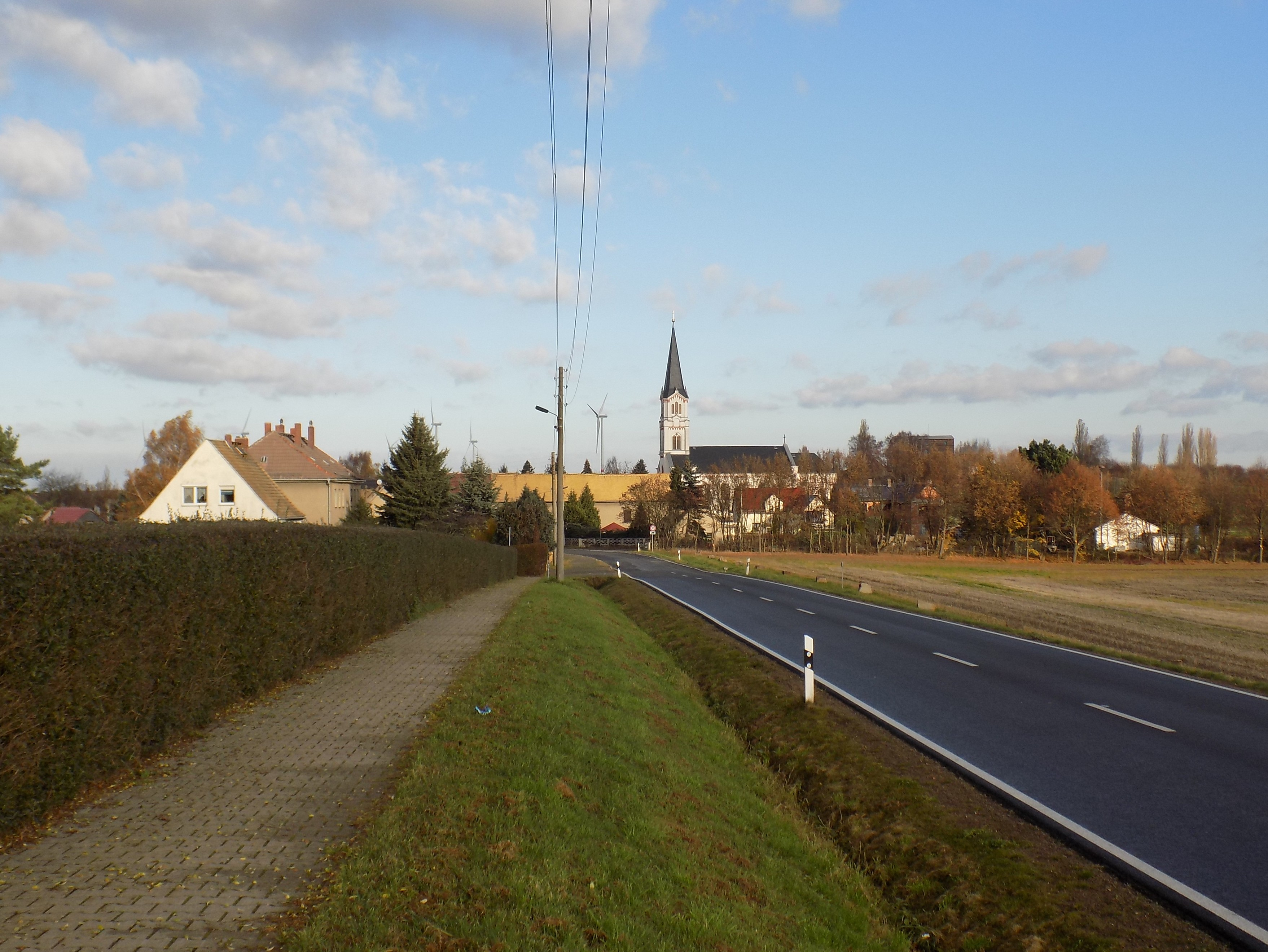
Ortskern von Süden

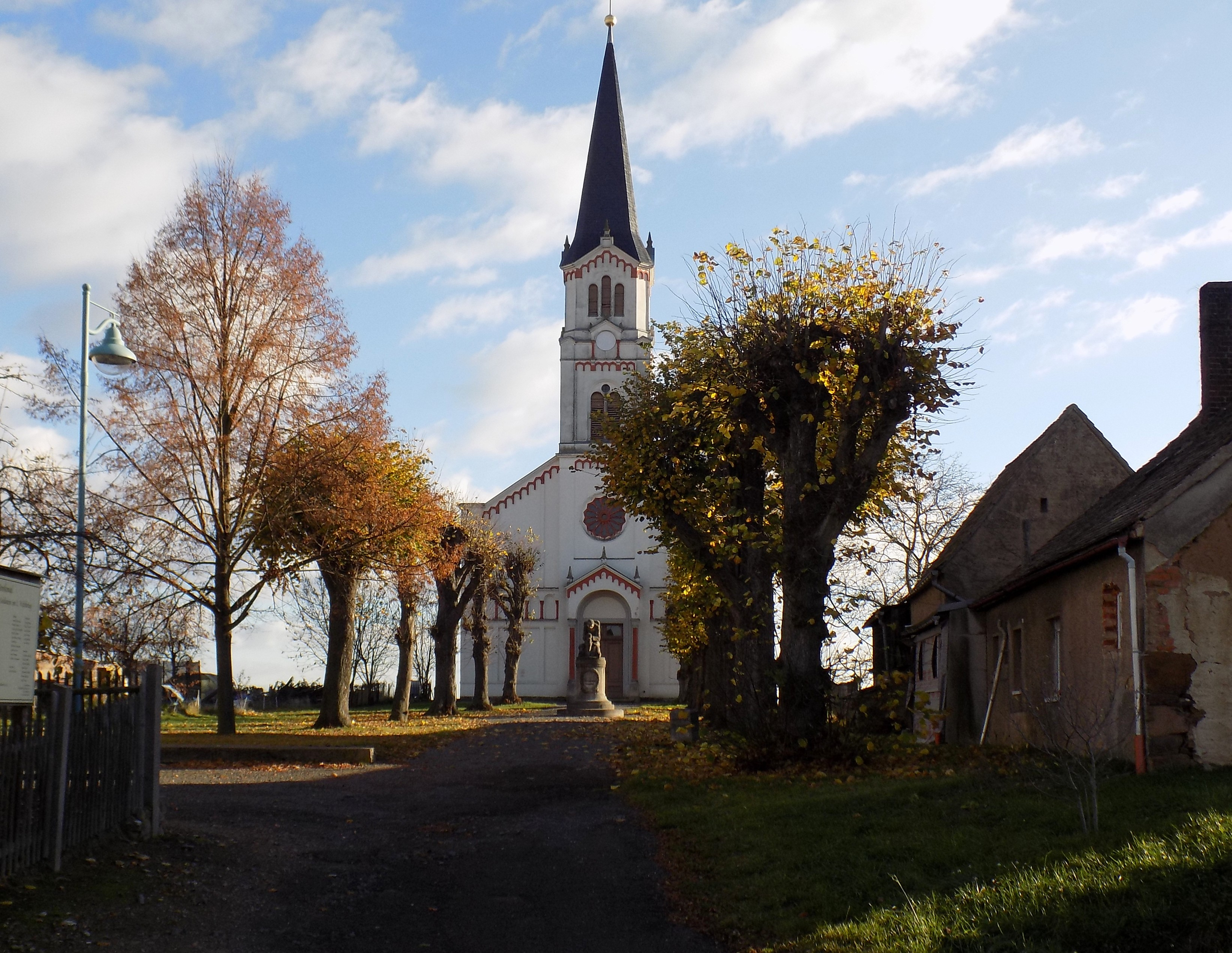
Allee zur Kirche

Urkundlich wurde Ragewitz 1378 das erste Mal als „Rogewicz, Ragewicz“ genannt. Weitere Nennungen waren:
- 1421: Ragewicz
- 1445/47: die Gensyn zu Ragewicz
- 1446: Rogewicz
- 1466: Ragwitz
- 1535: Robitz
- 1590: Ragkewitz
- 1875: Ragewitz b. Grimma

## Entwicklung der Einwohnerzahl
| Jahr    | Einwohnerzahl                                   |
| ------- | ----------------------------------------------- |
| 1548/51 | 8 besessene Mann, 10 Inwohner, 16 1⁄4 Hufen     |
| 1764    | 8 besessene Mann, 1 Gärtner, 2 Häusler, 6 Hufen |
| 1834    | 125                                             |
| 1871    | 208                                             |

| Jahr | Einwohnerzahl |
| ---- | ------------- |
| 1890 | 251           |
| 1910 | 233           |
| 1925 | 212           |
| 1939 | 190           |

| Jahr   | Einwohnerzahl |
| ------ | ------------- |
| 1946   | 333           |
| 1950   | 273           |
| 1964 1 | 361           |
| 1990 2 | 943           |

## Sehenswürdigkeiten
→ siehe auch: Liste der Kulturdenkmale in Ragewitz
- die Kirche des Ortes ist eine einschiffige Kirche im Rundbogenstil, die in den Jahren 1872 bis 1874 errichtet wurde.